# داني لي (لاعب اتحاد الرغبي)
داني لي (بالإنجليزية: Danny Lee)‏ هو لاعب اتحاد الرغبي نيوزيلندي، ولد في 1 مارس 1976 في هاستينجس في نيوزيلندا.